# Josef Abel

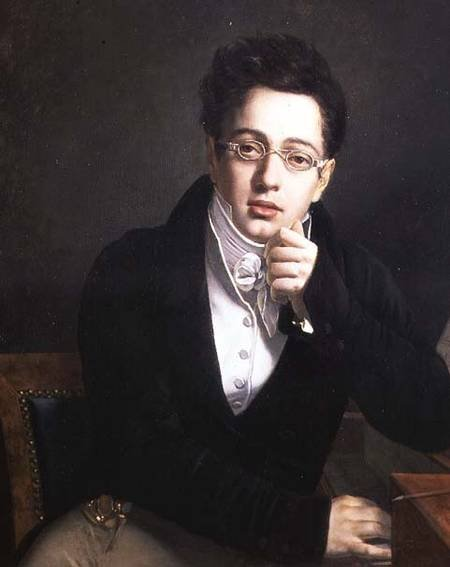
„Portret młodego mężczyzny w okularach” także „Portret Franza Schuberta”, 1814, przypisywany Josefowi Ablowi

Josef Abel (ur. 22 sierpnia 1764 w Aschach an der Donau, zm. 4 października 1818 w Wiedniu) – austriacki malarz i sztycharz.

## Życiorys
Uczeń Heinricha Friedricha Fügera, od 1782 roku studiował w Akademii Sztuk Pięknych w Wiedniu. W 1794 roku jego obraz Dedalus otrzymał złoty medal na wystawie prac Akademii. W 1795 roku przebywał w Polsce na dworach Lubomirskich i Czartoryskich, skąd wrócił do Wiednia w 1796 roku. 
W latach 1801–1807 przebywał na stypendium we Włoszech, gdzie studiował styl Rafaela i Michała Anioła. Abel był jednym z reprezentantów klasycyzmu, tematami jego prac były najczęściej wydarzenia i postacie z historii starogreckiej i rzymskiej. Inspirowany antykiem namalował m.in. takie obrazy jak: „Antygona”, „Klopstock przyjmowany przez Homera w Elizjum”, „Orestes”, „Prometeusz” czy „Sokrates”. Malował też portrety i sporządzał sztychy. Podczas pobytu we Włoszech powstały szkice do jego najważniejszych obrazów, m.in. „Antygony” i „Klopstocka  w Elizjum”. 
Do Wiednia wrócił w 1807 roku. Zajął się malowaniem obrazów ołtarzowych, m.in. dla kościoła w Gumpendorfie namalował „Św. Idziego” z 15 postaciami ludzkimi naturalnej wielkości. Na podstawie szkiców  Fügera, Abel wraz z Lorenzem Schönbergerem (1770–1847) stworzył kurtynę dla wiedeńskiego starego Burgtheater – kurtyna została przeniesiona do nowego Burgtheater i spłonęła w 1945 roku. Jego ostatnią pracą był naturalnej wielkości portret Franciszka II Habsburga. Od 1815 członek Akademii Sztuk Pięknych.   